# District de St. Paul River
Le district de St. Paul River est une subdivision du comté de Montserrado au Liberia. 
Les autres districts du comté de Montserrado sont :
- Le district de Careysburg
- Le district de Greater Monrovia
- Le district de Todee